# Coscinodontella bryanii
Coscinodontella bryanii är en bladmossart som beskrevs av Robert Statham Williams 1927. Coscinodontella bryanii ingår i släktet Coscinodontella och familjen Grimmiaceae. Inga underarter finns listade i Catalogue of Life.